# Amade ibne Maomé Arrazi
Abubecre Amade ibne Maomé ibne Muça Arrazi Alquinani (em árabe: Abu Bakr Ahmad ibn Muhammad ibn Musa al-Razi al-Kinani; 25 de abril de 888 - 1 de novembro de 955), também conhecido pelos cristãos como o Mouro Rasis, foi um historiador muçulmano conhecido como "o Pai da História e da Geografia" no Alandalus, a Península Ibérica na época do domínio islâmico.

## Vida

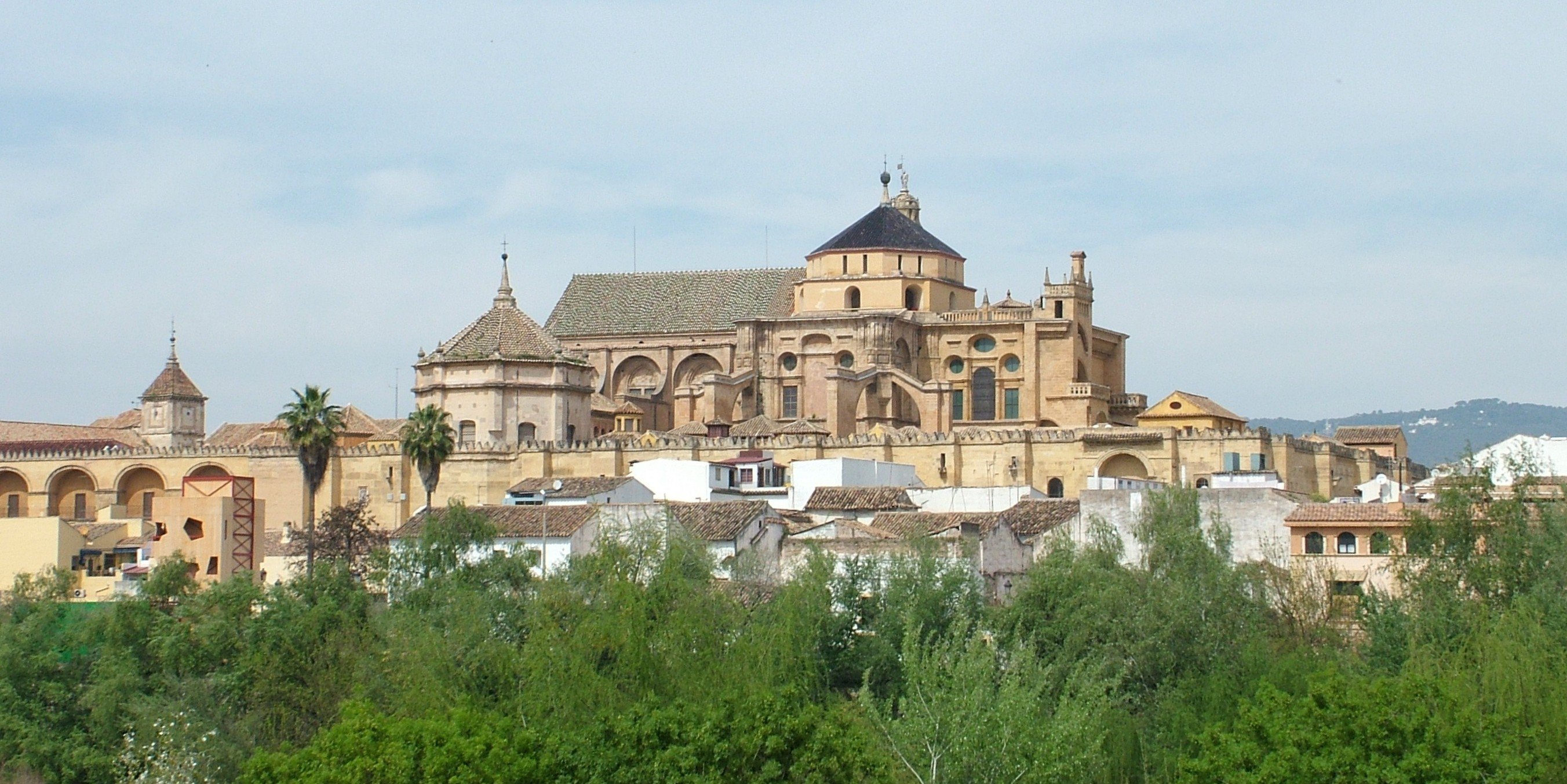
Mesquita de Córdova, cidade-natal de Amade Arrazi

Nascido em Córdova a 25 de Abril de 888 (10 de Dulrija de 274, segundo o calendário islâmico), Amade Arrazi era de origem persa, mais precisamente da cidade de Rei, de onde vinha a nisba “Arrazi” (“o de Rei”). Inicialmente, começou os estudos com o seu pai, tendo sido depois levado para aprender com outros mestres, entre os quais Alcácime ibne Asbagui Baiani, o homem que o mais marcou.
Com o surgimento do Califado de Córdova, era necessário fazer o reconhecimento dos bens naturais, cidades, fortalezas e outros dados referentes a todo o território, e Amade Arrazi ficou encarregue de tal tarefa, tornando-se o Cronista oficial do califado. Ele manteve boas relações com as elites califais, nomeadamente com Aláqueme, futuro califa Aláqueme II, que também havia sido discípulo de Alcácime ibne Asbague.
Amade Arrazi faleceu a 1 de Novembro de 955 (12 de Rajabe de 344, segundo o calendário islâmico), sucedendo-lhe seu filho, Issa Arrazi, que terá sido continuador ou até coautor, com seu pai, da famosa obra perdida Akhbar Muluk al-Andalus ("Notícias acerca dos Monarcas do Alandalus"), onde se terá descrito a geografia da península, mas também o domínio e a vinda de outros povos, antes de se relatar a conquista da península e sujeição pelos árabes. Nessa descrição terão usado fontes latinas como Orósio de Braga.
Conhecem-se pelo menos mais três obras de Amade Arrazi: o Kitab al-isti ab ("Compreensão total"), um livro sobre genealogias de pessoas importantes; o Kitab a yan al-mawali bi-l-Andalus ("Eminentes maulas do alandalus"); e uma descrição de Córdova escrita no estilo da Ta’rīkh Baghdad, de Abu Alfade Amade ibne Abi Tair. No entanto, também estas não sobreviveram até os dias de hoje.
Akhbar Muluk al-Andalus terá sido traduzida para português e fortemente citada em obras como a Crónica do Mouro Rasis e a Crónica Geral de Espanha de 1344, de onde é derivada grande parte do conhecimentos sobre as obras dos al-Razi. Os feitos de Amade Arrazi e de seu filho levaram ao surgimento, no século XIX, dos designados "estudos razianos”, as investigações à volta das figuras e obra dos Arrazi, com o objeto idílico de reconstituir a obra perdida.